# Burge gårdar
Burge gårdar är en av SCB sedan 2023 avgränsad småort i Gotlands kommun i Gotlands län. Den omfattar bebyggelse öster om Burge belägen i Lummelunda socken.